# 桑原一郎
桑原 一郎（くわはら いちろう、1883年（明治16年）4月7日 - 没年不詳）は、日本の内務官僚。朝鮮総督府官僚。

## 経歴
山口県吉敷郡宮野村出身。1908年（明治41年）、東京帝国大学法科大学英法科を卒業し、高等文官試験に合格。佐賀県試補、長崎県理事官、山口県理事官、島根県警察部長、大分県警察部長、沖縄県警察部長を務めた。1923年（大正12年）、朝鮮総督府事務官に転じ、殖産局水産課長、咸鏡北道内務部長、咸鏡南道内務部長、釜山府尹、大邱府尹を歴任した。
退官後は宮野村長や防長新聞株式会社社長などを務めた。